# 이케가미 키미코
이케가미 키미코(Kimiko Ikegami, 1959년 1월 16일 ~ )는 일본의 배우이다.
맨해튼에서 태어났다.

## 방송
- 과수연의 여자 15
- 플래티넘 에이지
- 양지의 나무

## 영화
- 플래티넘 에이지 (2015년)
- 양지의 나무 (2012년)
- 야쿠자의 아내들: 복수 (2000년)
- 다케다 신겐 (1988년)
- 화의 란 (1988년)
- 할로 저택의 비극 (1985년)
- 미야모토 무사시 (1984년)
- 게이샤 (1983년)
- 태양을 훔친 사나이 (1979년)
- 하우스 (1977년)
- 형제와 자매 (1976년)